# Hylomys suillus
Hylomys suillus é uma espécie de insetívoro da família Erinaceidae. Pode ser encontrada na China, Vietnã, Laos, Camboja, Mianmar, Tailândia, Malásia, Indonésia e Brunei.